# Особливості національного полювання
«Особливості національного полювання» (повна назва: Особливості національного полювання в осінній період; рос. «Особенности национальной охоты») — російський повнометражний комедійний художній фільм, поставлений на Кіностудії «Ленфільм» у 1995 році режисером Олександр Рогожкін.
Прем'єрний показ фільму відбувся 15 червня 1995 року в фестивалі «Кінотавр» (Сочі). Прем'єра на телебаченні відбулася 6 жовтня 1996 року (ОРТ).

## Зміст
Молодий фінський фахівець із полювання, «фінік», умовляє свого російського друга допомогти йому взяти участь у справжньому російському полюванні, аби познайомитися зі звичаями та звичками російських мисливців. До болю знайомі росіянам нескінченні застілля з подальшими пригодами, насиченими міцним запахом горілки, невпинно дивують і вражають «фініка», але все ж, зіставляючи традиції історичного минулого зі своєрідністю теперішнього, фін не шкодує про втрачений час.

## Ролі
- Вілле Хаапасало — фін Райво Хаапасало
- Олексій Булдаков — генерал Михалич
- Віктор Бичков — єгер Кузьмич
- Семен Стругачев — Льова Соловейчик
- Сергій Купріянов — Женя Качалов (роль озвучив — Борис Бірман)
- Сергій Русскін — Сергій Олегович Савенко
- Сергій Гусинський — сержант Семенов (роль озвучив — Олександр Половцев)
- Ігор Сергієв — граф
- Ігор Добряков — дворянин
- Юрій Макусинський — другий єгер
- Борис Чердинцев — комендант аеродрому майор Чердинцев
- Олександр Зав'ялов — прапорщик

## В епізодах
- Юрій Канопкін — капітан Конопкін, командир екіпажу військового літака
- Олексій Полуян — затриманий в міліційному УАЗику
- Михайло Кирилюк
- Зоя Буряк — доярка
- Саара Хаапасало — доярка
- Олександр Васильєв — пілот
- Василь Степанов
- Павло Корнаков
- Євген Савчук

## Знімальна група
- Сценарій і постановка — Олександра Рогожкіна
- Продюсер — Олександр Голутва
- Директор — Михайло Кирилюк
- Оператор-постановник — Андрій Жегалов
- Художники-постановники — Ігор Тимошенко, Валентина Адікаєвська
- Композитор — Владислав Панченко
- Звукооператор — Микола Астахов
- Художник по костюмах — Тетяна Дорожкіна
- Грим — Наталії Раткевич
- Режисер-монтажер — Тамара Денисова
- Редактор — Неллі Аржакова
- Режисер — Олександр Васильєв
- Костюмер — А. Весельчакова

## Історія створення і місця зйомок
У 1994 році режисер Олександр Рогожкін розпочинає зйомки фільму, сценарій до якого він написав сам. До роботи над картиною він залучив акторів, які вже були зайняті в його ранніх роботах. Олексій Булдаков і Віктор Бичков знімалися ще в першому фільмі Рогожкіна «Заради кількох рядків». Також до фільмування були залучені непрофесійні актори. Сергій Гусинський (зіграв роль міліціонера) до початку зйомок був зайнятий в деяких фільмах Рогожкіна, як звукорежисер, а темноволосу доярку зіграла дружина Віллє Хаапассало — Саара.
Зйомки пройшли в кінці літа і вересні 1994. Для більшої частини фільму натура була знайдена в містечку Проточне (Пріозерський район Ленінградської області) та його околицях. Епізод з коровою в бомболюки знімався на військовому аеродромі «Веретьє», поблизу м. Острів (Псковська область). Сцени дворянського полювання знімалися під м. Пушкін.
У ході фільмування були залучені три корови та один ведмідь. Одну з корів дійсно довелося підвішувати в бомболюки літака на гамаку, на зйомках фільму в 444 ЦБП м. Острів-5 (Псковська обл.) Корова впала з вантажного відсіку і була забита на м'ясо. Повністю епізод був змонтований за допомогою комп'ютерної графіки.
Прем'єра картини відбулася на фестивалі Кінотавр (Сочі) у 1995 році.

## Художні особливості
Фільм наповнений алюзіями та екранізаціями народних усних історій (байками) про випадки, які могли відбутися в реальності на справжньому полюванні. Обіграний комплект російських стереотипів: лазня, горілка, ведмеді. Поведінка героїв фільму і ті кумедні ситуації, в які вони потрапляють, легко впізнавані в реальному житті. Усі взаємовідносини героїв у гротескній формі повторюють відносини у певній соціальній групі. Навіть підбір персонажів більш представляється певним зрізом в суспільстві — т. н. «Справжні мужики» — генерал, сержант міліції, студент, єгер, бізнесмен, слідчий, військові з аеродрому.

У Росії всі знають, що «полювання» і «риболовля» — лише евфемізмі цілком цнотливого парубочого на свіжому повітрі, алібі для чоловіків, в кожному з яких є щось від генерала Булдакова і щось — від російського буддиста Кузьмича.
— Михайло Трофименков, кінокритик журналу «КоммерсантЪ-Власть»
Фільм рясніє парадоксальними, анекдотичними моментами, які, хоча і неможливі в реальності, однак, в контексті фільму, сприймаються як достовірні — у лісового єгеря Кузьмича на городі сад каменів; у нього ж на городі росте ананас. Фінн Райво і Кузьмич спілкуються кожен своєю мовою, але відмінно розуміють один одного.

## Критика і культурне значення
Творці фільму настільки точно змогли вгадати настрій фільму, яке викличе відгук у глядача, що можна говорити про соціальне замовлення. Після «Караулу» та «Третьої планети» Олександр Рогожкін мав репутацію режисера, що знімає кіно «не для всіх». Наступна його робота сильно відрізнялася за духом від попередніх. Глядач 1990-х років втомився від жанрового кіно. Художня побудова фільму «Особливості національного полювання» нехитро, а сценарій нагадує анекдот.
Як відгукнулися критики про фільм, це «портрет національної душі, акомпанує дзвоном склянок меланхолійному абсурду». Епоха радянського кіно пішла в минуле, і Рогожкін представив публіці, по суті, нову традицію російської комедії, засновану на ситуаціях і прийомах, зрозумілих сучасному глядачеві. Однак герої — своєрідні соціальні «маски» (Генерал, Єгер, Міліціонер) — дозволяють провести явну аналогію ще з гайдаївськой кінокомедією.
Знятий у період середини 1990-х років, коли кількість випущених фільмів в порівнянні з радянськими часами різко скоротилося, фільм отримав кілька призів престижних російських фестивалів, хоча і був суперечливо сприйнятий. Деякі з критиків вважали, що в ряду картин Олександра Рогожкіна ця далеко не найкраща, хоча знята професійно. Виділяється робота художника і хороший акторський ансамбль. Режисер виграшно використовує плани природи, зйомки відкритій місцевості, які завжди йому вдавалися.
Картина користувалася значним успіхом у глядачів та викликала цілу хвилю наслідувань і запозичень у російському кінематографі. Після виходу фільму на екрани актори, які зіграли головні ролі, придбали велику популярність у глядачів. Олексій Булдаков, Віктор Бичков, Семен Стругачев, Вілле Хаапсало знімалися в продовженнях, стали затребувані в кінематографі, в серіалах і телевізійній рекламі.
Вважається, що серія фільмів, починаючи з «Особливості національного полювання», заклала основи й традиції продакт-плейсмент реклами в російському кінематографі. Стійке словосполучення «Особливості національної ...» часто використовується в пресі, в літературі.

Насправді я не вважаю свій фільм комедією. Тобто я хотів зняти комедію за некомедійний законам. Я маю на увазі стилістику зображення. Комедія передбачає активну акторську гру на першому плані. Глядачеві потрібно бачити міміку актора, його пластику. А я прагнув зняти звичайне, спокійне кіно. Таке собі науково-популярне по стилістиці. І якщо говорити про жанр фільму — це короткий курс ненаукового комунізму.

## Нагороди
- 1995 — фестиваль Кінотавр (Сочі)
  - Гран-прі, приз ФІПРЕССІ, диплом і приз Російської гільдії кінознавців і кінокритиків.
- 1995 — премія Ніка
  - за найкращий ігровий фільм
  - за найкращу режисерську роботу
  - за найкращу чоловічу роль (Олексій Булдаков)
- номінація на премію «Ніка»
  - найкраща сценарна робота
- 1995 — спеціальний приз журі МКФ у Карлових Варах-95;
- 1995 — Приз Кінопреси за найкращий фільм року (розділений з фільмами «Мусульманин» і «Прибуття поїзда»);
- 1995 — Приз «Золотий Остап» найкращому фільму року;
- Найкращий фільм року, премія імені Козинцева за найкращу режисуру, професійні премії кіностудії «Ленфільм»;